# زارى المرو (أسلم)

تعديل مصدري - تعديل

زارى المرو هي إحدى قرى عزلة أسلم الوسط بمديرية أسلم التابعة لمحافظة حجة، بلغ تعداد سكانها 95 نسمة حسب تعداد اليمن لعام 2004.